# Viana (Espírito Santo)
Viana, amtlich portugiesisch Município de Viana, ist eine Gemeinde im brasilianischen Bundesstaat Espírito Santo. Die Bevölkerung wurde zum 1. Juli 2021 auf 80.735 Einwohner geschätzt, die Vianenser genannt werden und auf einer Gemeindefläche von rund 312,3 km² leben. Sie steht bei der Bevölkerungszahl an 11., bei der Fläche an 54. Stelle der 78 Munizipien des Bundesstaates. Die Entfernung zur Hauptstadt Vitória beträgt 22 km, sie ist Teil der Metropolregion Vitória.

## Toponymie
Bei der Stadtrechtsverleihung 1862 wurde der frühere Weiler Jabaeté zu Ehren des Pioniers dieser Gegend Paulo Fernandes Viana in Viana umbenannt. Der frühere Name ist indigener Herkunft und setzt sich aus y + abaeté zusammen, Bedeutung etwa schreckliches Wasser.

## Geographie
Das Gemeindegebiet liegt auf einem arenitischen Plateau entlang der Küstenebene, bei etwa 50 Metern Höhe relativ eben und etwa hügelig ist und steil östlich in Richtung Küstenebene abfällt. Viana liegt auf 34 Metern Höhe über Normalnull. Hausberg ist der Morro Grande mit 200 Metern. Durch das Gemeindegebiet fließt der Rio Jucu.
Umliegende Gemeinden sind im Süden Guarapari, im Norden Cariacica, im Osten Vila Velha und im Westen Domingos Martins.
Das Biom ist Mata Atlântica.

## Geschichte
Das Land war traditionelles Siedlungsgebiet der Puri-Indianer. Ende des 16., Anfang des 17. Jahrhunderts wurde es in Kanus über den Rio Jucu hinauf von Portugiesen aus der Gegend von Vila Velha auf der Suche nach Gold erkundet. Es bildete sich an einer Uferstelle eine kleine Ansiedlung, die den Namen Jabaeté erhielt. Im Februar 1813 begann offiziell die europäische Einwanderung nach Espírito Santo. Es kamen deutsche und italienische Einwanderer in das Land. Von den Azoren kamen mit Paulo Fernandes Viana 53 Familien, die den Mangel an landwirtschaftlichen Arbeitskräften verringern und sich auch an der ersten Straße ansiedeln sollten, die Vitória mit dem heutigen Minas Gerais verband. Die Azorianer erhielten Land, Häuser, Werkzeuge, Ochsenkarren oder Pferde. Sie ließen sich in der Nähe des Flusses Jucu und seiner Nebenflüsse Rio Formate und Rio Santo Agostinho nieder und begannen mit dem Anbau von Weizen, Reis, Mais- und Maniokkulturen.
Das Gemeindegebiet gehörte zum Munizip Vitória und wurde am 23. Juli 1862 als Vila de Viana mit selbständigen Stadtrechten versehen und aus Vitória ausgegliedert. Der Ort besaß am Ufer des Rio Santo Agostinho den Flusshafen Porto da Igreja, der sich zu einem regionalen Handelszentrum entwickelte. 1892 wurde als zweiter Bezirk der Araçatiba gegründet. Durch das Staatsgesetz Nr. 15.177 vom 31. Dezember 1943 wurde die Gemeinde umbenannt in den alten Namen Jabaeté, am 29. Dezember 1953 wurde sie rückbenannt in Viana. Viana besteht aus den beiden Bezirken Distrito de Viana, dem Sitz (sede), und Distrito de Araçatiba.

## Kommunalpolitik
Bei der Kommunalwahl 2020 wurde Wanderson Borghardt Bueno von den Podemos mit 66,36 % der gültigen Stimmen für die Amtszeit von 2021 bis 2024 zum Stadtpräfekten (Bürgermeister) gewählt.

## Bevölkerungsentwicklung
| Jahr | Einwohner | Stadt  | Land  |
| --- | --------- | ------ | ----- |
| 1872 | 6.547*    | ?      | ?     |
| 1900 | 7.740     | ?      | ?     |
| 1920 | 8.858     | ?      | ?     |
| 1940 | 7.661     | 375    | 7.286 |
| 1950 | 5.896     | 600    | 5.296 |
| 1960 | 6.847     | 659    | 6.188 |
| 1970 | 10.529    | 1.620  | 8.909 |
| 1980 | 23.440    | 18.631 | 4.809 |
| 1991 | 43.866    | 39.888 | 3.978 |
| 2000 | 53.452    | 49.597 | 3.855 |
| 2010 | 64.999    | 59.640 | 5.359 |
| 2021 | 80.735    | ?      | ?     |
| Die zur Anzeige dieser Grafik verwendete Erweiterung wurde dauerhaft deaktiviert. Wir arbeiten aktuell daran, diese und weitere betroffene Grafiken auf ein neues Format umzustellen. (Mehr dazu) |           |        |       |

* 1872: 6.547 Einwohner inklusive 1.257 Sklaven

Quelle: IBGE (2011)

## Ethnische Zusammensetzung
Ethnische Gruppen nach der statistischen Einteilung des IBGE (Stand 2000 mit 53.452 Einwohnern, Stand 2010 mit 65.001 Einwohnern):
| Gruppe      | Anteil 2000 | Anteil 2010 | Anmerkung                        |
| ----------- | ----------- | ----------- | -------------------------------- |
| Brancos     | 19.044      | ▲ 19.246    | Weiße, Nachfahren von Europäern  |
| Pardos      | 30.692      | ▲ 39.575    | Mischrassige, Mulatten, Mestizen |
| Pretos      | 3.354       | ▲ 5.753     | Schwarze                         |
| Amarelos    | 43          | ▲ 257       | Asiaten                          |
| Indígenas   | 174         | ▼ 170       | indigene Bevölkerung             |
| ohne Angabe | 144         | –           |                                  |

## Verkehr
Durch die Gemeinde führt die BR-101, von dieser nach Westen abzweigend durchquert den Ort die BR-262.